# Inge Søkilde Pedersen
Inge Søkilde Pedersen (født 22. juli 1971) er professor ved Klinisk Institut, Aalborg Universitet. Hendes forskningsområde er personlig medicin, kræftgenetik og -epigenetik. Hun underviser i molekylær genetiske teknikker og personlig medicin.

## Uddannelse og karriere
Inge Søkilde Pedersen er uddannet Cand.Scient. i humanbiologi fra Københavns Universitet (1997) og hun har en Ph.d. fra National University of Ireland (University College Dublin) (2001). Herefter blev hun ansat ved Aalborg Universitetshospital, hvor hun blev klinisk forsker i 2002. I 2018 blev hun ansat ved Aalborg Universitet, hvor hun blev professor i 2020.
Hun har modtaget bevillinger fra blandt andet Kræftens bekæmpelse, Nordjyllands Forskningsråd og Det Obelske Familiefond. I 1999 vandt hun “Young scientist award for best presentation” af Irish Association for Human Genetics og “Young scientist of the year award” af The Irish Association for Cancer Research and Irish Society for Medical Oncology.
Hun er formand og medstifter af Dansk Selskab for Kliniske akademikere (DSKA) (2019-) og fra 2019 til 2021 var hun bestyrelsesmedlem i Dansk Selskab for Medicinsk Genetik (DSMG). Hun er desuden medlem af en række rådgivende udvalg og arbejdsgrupper blandt andet Danish Breast Cancer Group og Dansk Selskab for Medicinsk Genetik.

## Udvalgte publikationer
- Henriksen, Stine D et al. “Cell-free DNA promoter hypermethylation as a diagnostic marker for pancreatic ductal adenocarcinoma - An external validation study.” Pancreatology : official journal of the International Association of Pancreatology (IAP) ... [et al.], S1424-3903(21)00154-X. 8 May. 2021, doi:10.1016/j.pan.2021.05.003
- Toft, Christian Liebst Frisk et al. “Cell-based non-invasive prenatal testing for monogenic disorders: confirmation of unaffected fetuses following preimplantation genetic testing.” Journal of assisted reproduction and genetics, 10.1007/s10815-021-02104-5. 7 Mar. 2021, doi:10.1007/s10815-021-02104-5
- Coignard, Juliette et al. “A case-only study to identify genetic modifiers of breast cancer risk for BRCA1/BRCA2 mutation carriers.” Nature communications vol. 12,1 1078. 17 Feb. 2021, doi:10.1038/s41467-020-20496-3
- Silvestri, Valentina et al. “Characterization of the Cancer Spectrum in Men With Germline BRCA1 and BRCA2 Pathogenic Variants: Results From the Consortium of Investigators of Modifiers of BRCA1/2 (CIMBA).” JAMA oncology vol. 6,8 (2020): 1218-1230. doi:10.1001/jamaoncol.2020.2134
- Fachal, Laura et al. “Fine-mapping of 150 breast cancer risk regions identifies 191 likely target genes.” Nature genetics vol. 52,1 (2020): 56-73. doi:10.1038/s41588-019-0537-1
- Herlin, Morten K et al. “Whole-exome sequencing identifies a GREB1L variant in a three-generation family with Müllerian and renal agenesis: a novel candidate gene in Mayer-Rokitansky-Küster-Hauser (MRKH) syndrome. A case report.” Human reproduction (Oxford, England) vol. 34,9 (2019): 1838-1846. doi:10.1093/humrep/dez126
- Pedersen, Inge Søkilde et al. “Differential effect of surgical manipulation on gene expression in normal breast tissue and breast tumor tissue.” Molecular medicine (Cambridge, Mass.) vol. 24,1 57. 16 Nov. 2018, doi:10.1186/s10020-018-0058-x
- Pedersen, Inge Søkilde et al. “High recovery of cell-free methylated DNA based on a rapid bisulfite-treatment protocol.” BMC molecular biology vol. 13 12. 26 Mar. 2012, doi:10.1186/1471-2199-13-12
- Pedersen, Inge Søkilde et al. “Promoter switch: a novel mechanism causing biallelic PEG1/MEST expression in invasive breast cancer.” Human molecular genetics vol. 11,12 (2002): 1449-53. doi:10.1093/hmg/11.12.1449
- Pedersen, I S et al. “Frequent loss of imprinting of PEG1/MEST in invasive breast cancer.” Cancer research vol. 59,21 (1999): 5449-51.[8]